# Nièga
Nièga est une commune rurale située dans le département de Boulsa de la province du Namentenga dans la région Centre-Nord au Burkina Faso. 

## Géographie
Localisé à la frontière entre la région Centre-Nord et la région Centre-Est – et à ce titre parfois considéré comme « le premier village de la province » –, Nièga est situé à 18 km au sud-est de Boulsa, le chef-lieu du département et de la province. La commune est traversée par la route nationale 15 qui relie Boulsa à Pouytenga (à 35 km au sud).

## Éducation et santé
Nièga accueille un centre de santé et de promotion sociale (CSPS) tandis que le centre de médical avec antenne chirurgicale (CMA) de la province se trouve à Boulsa.
Le village possède une école publique primaire qui compte 568 élèves dont 277 filles en 2014,.